# Srednje egipčansko kraljestvo
Srednje egipčansko kraljestvo ali krajše Srednje kraljestvo je nastalo po ponovni  združitvi Egipta okoli leta 2050 pr. n. št. in je trajalo do leta 1800 pr. n. št.  Začelo se je z vladavino Mentuhotepa II. iz enajste dinastije in se končalo z dvanajsto dinastijo. Nekateri znanstveniki vanj vključujejo tudi trinajsto dinastijo, s čimer se njegovo trajanje podaljša približno do leta 1650 pr. n. št., medtem ko drugi vanj vključujejo samo vladavino Mernefere Aja okoli  leta 1700 pr. n. št. Aj je bil zadnji faraon iz trinajste dinastije, ki je dokazano vladal v Spodnjem in Gornjem Egiptu. V Srednjem kraljestvu je v ljudskem verovanju najpomembnejši bog postal  Oziris.
Zgodovina Srednjega kraljestva  je sestavljena  iz dveh obdobij: enajste dinastije, ki je vladala iz Teb, in dvanajste dinastije, ki je vladala iz Lišta (el-Lisht).

## Politična zgodovina

### Ponovna združitev pod enajsto dinastijo
Po propadu Starega kraljestva se je v Egiptu začelo obdobje šibki faranov in decentralizacije, ki se običajno imenuje prvo vmesno obdobje. Proti koncu tega obdobja sta se pojavili dve rivalski dinastiji, znani kot deseta in enajsta dinastija, ki sta se borili za oblast v celi državi. Tebanska enajsta dinastija je vladala samo v južnem Egiptu od prvega katarakta do desetega noma Gornjega Egipta. V severnem Spodnjem Egiptu je vladala desete dinastija iz Herakleopola. Spopade med njima je prekinil Mentuhotep II., ki je tebanski prestol nasledil leta 2055 pr. n. št. V štirinajstem letu svoje vladavine je izkoristil upor v Tinitskem nomu in napadel Herakleopol, kjer je naletel na šibek odpor. Po strmoglavljenju zadnjih  vladarjev  iz desete dinastije je začel utrjevati svojo oblast nad celim Egiptom in proces končal v 39. letu svojega  vladanja. Zaradi teh zaslug se Mentuhotepa II. šteje za ustanovitelja Srednjega kraljestva.
Mentuhotep II. je poveljeval vojnim pohodom na jug vse do drugega Nilovega katarakta v Nubiji, ki je v prvem vmesnem obdobju dobila neodvisnost. Svojo oblast je ponovno vzpostavil tudi na Sinaju, katerega je Egipt izgubil  po propadu Starega kraljestva. Svojo oblast je utrdil s ponovno vzpostavitvijo kulta vladarja, se predstavljal kot bog in nosil pričeski Amona in Mina. Umrl je po enainpetdeset letih vladanja in prestol prepustil svojemu sinu Mentuhotepu III.
Mentuhotep III. je vladal samo dvanajst let. V tem času je nadaljeval utrjevanje tebanske oblasti in za obrambo pred grožnjami iz Azije  v vzhodnem delu  Nilove delte zgradil več trdnjav. Z ladjami, zgrajenimi na koncu vadija Hammamat ob Rdečem morju, je poslal prvo odpravo Srednjega kraljestva v Punt.
Nasledil ga je Mentuhotep IV., katerega ime je izpuščeno iz vseh staroegipčanskih seznamov vladarjev. Torinski papirus pravi, da je Mentuhotepu III. sledilo »sedem let brez kralja«. Njegova vladavina je kljub temu dokazana na nekaj napisih v  Vadi Hammamatu. Napisi omenjajo odpravo na obalo Rdečega morja in lomljenje rdečega kamna za kraljeve spomenike. Vodja teh odprav je bil vezir Amenemhet, verjetno  kasnejši faraon Amenemhet I., prvi vladar iz dvanajste dinastije.
Odsotnost Mentuhotepa IV. na seznamih vladarjev je sprožila teorijo, da je bil Amenemhet I. uzurpator. O tem v tedanjih virih ni nobenega zapisa, nekatere okoliščine pa kažejo, da je bila proti koncu enajste dinastije morda državljanska vojna.  Napis, ki ga je zapustil hermopolski princ Hehri, pravi, da ga je v Šedjet-šaju napadla vojska vladajočega faraona, vendar jo je njegova vojska premagala. Hnumhotep I., uradnik Amenemheta I. trdi, da se je na ladjevju  dvajsetih ladij udeležil  odprave za pacificiranje Gornjega Egipta. Donald Redford domneva, da bi se ti dogodki lahko tolmačili kot odprta vojna med dvema dinastičnima zahtevnikoma. Zagotovo je  edino to, da Amenemhet I. ni bil kraljevskega porekla.

### Zgodnja dvanajsta dinastija
Od dvanajste dinastije dalje so faraoni pogosto vzdrževali dobro izurjeno stalno vojsko, v kateri so bile tudi nubijske enote. Stalna vojska je tvorila jedro večje vojske, ki se je zbrala na primer za obrambo pred napadom od zunaj in za pohode po Nilu navzgor ali proti Sinaju. Vojaška strategija Srednjega kraljestva je bila kljub temu obrambna. V tem času so se zgradile utrdbe na Nilovem prvem kataraktu in v njegovi delti onkraj Sinajskega rokava.
Amenemhet I. se je kmalu po prihodu na oblast odločil za pohod v Nilovo delto, ki  enajsto dinastijo iz Gornjega Egipta ni  kdove kako zanimala. Razen tega je z gradnjo  obzidja v vzhodnem delu delte utrdil mejo kraljestvo proti Aziji. Amenemhet I. je morda ravno zaradi tega nemirnega stanja zgradil novo severno prestolnico Amenemhet Itj Tavi, kar pomeni  Amenemhet, osvajalec dveh dežel. Njena lokacija ni znana, domneva pa se, da je stala v bližini sedanjega el-Lishta. Amenemhet je, podobno kot Mentuhotep II., svoj položaj utrjeval s propagando. Približno v tistem času je nastala na primer prerokba svečenika Nefertija iz Starega kraljestva, ki pravi, da se bo »daleč na jugu pojavil faraon Amenemhet I., ki bo po stoletjih kaosa ponovno ustanovil egipčansko kraljestvo«.
Amenemhetu kljub propagandi ni uspelo vzpostaviti  absolutne oblasti, kakršno so teoretično imeli faraoni Starega kraljestva, ker so v prvem vmesnem obdobju guvernerji nomov (nomarhi) pridobili preveliko moč. Njihov položaj je postal deden, nekateri nomarhi pa so svoj položaj utrdili z vzajemnim sklepanjem zakonskih zvez z nomarhi sosednjih nomov. Amenemhet je svoj položaj poskušal utrditi s popisom zemljišč, spreminjanjem meja nomov in imenovanjem njemu lojalnih  nomarhov na vse izpraznjene položaje. Egipt je s tem dobil bolj fevdalno organizacijo kot jo je imel pred tem in kasneje.
V dvajsetem letu vladavine je Amenemhet za sovladarja imenoval sina Senusreta I. in s tem začel prakso, ki se je ponavljala v celem Srednjem in ponovno v Novem kraljestvu. V tridesetem letu vladavine je bil domnevno umorjen v dvorni zaroti. Senusret, ki je bil takrat na pohodu proti libijskim napadalcem, se je hitro vrnil domov v Itjtavi, da bi preprečil državni udar. Med svojim vladanjem je nadaljeval utečeno prakso neposrednega imenovanja nomarhov in z gradnjo kultnih središč po celi državi spodkopaval avtonomijo svečeništva. Egipčanska vojska je prodrla na jug v Nubijo vse do drugega katarakta, zgradila v Buhenu obmejno trdnjavo in  Spodnjo Nubijo kot kolonijo priključila k Egipčanskemu kraljestvu. Na zahodu je utrdil oblast nad oazami in razširil trgovinske pogodbe v Siriji in Palestini vse do Ugarita. V 43. letu vladavine je za svojega sovladarja  imenoval Amenemheta II. in v 46. letu vladavine umrl.
Na vladavino Amenemheta II. se pogosto gleda kot na večinoma miroljubno, vendar zapisi v njegovem genutu – dnevniku na to gledanje vnašajo veliko dvoma.  V teh zapisih, ohranjenih na zidovih templjev v Todu in Memfisu, so opisi mirovnih pogodb z nekaj sirsko-palestinskimi mesti in vojaških spopadov z drugimi. Na jug je skozi Spodnjo Nubijo  poslal vojaško odpravo, da bi  preiskala Vavat. Zgleda, da ni nadaljeval politike imenovanja nomarhov, značilne za njegove predhodnike, in njihov položaj je spet postal deden.  Med svojo vladavino je poslal še eno egipčansko odpravo v Punt in v 33. letu vladavine  za sovladarja imenoval sina Senusreta II. 
Za vladavino Senusreta II. ni nobenega dokaza o kakršni koli vojaški dejavnosti. Zgleda, da se je faraon osredotočil na notranje zadeve, zlasti na namakanje Fajumske depresije. Ta večgeneracijski projekt je zamočvirjeno oazo Fajum pretvoril v kakovostno obdelovalno površino. Svojo piramido je zgradil v el-Lahunu blizu Bahr Yussefa na stičišču Nila in glavnega namakalnega kanala proti el-Lahunu. Vladal je samo petnajst let, zato so številne njegove zgradbe ostale nedokončane.   Nasledil ga je sin Senusret III.

### Višek Srednjega kraljestva
Senusret III. je bil bojevit vladar, ki je pogosto tudi sam vodil vojne pohode. V šestem letu vladavine je ponovno izkopal kanal iz Starega kraljestva, ki je omogočal plovbo mimo prvega katarakta v gornjo Nubijo. Po tem kanalu je v šestem, osmem, devetem, desetem in šestnajstem letu svojega vladanja izpeljal štiri okrutne vojne pohode v Nubijo. Po teh zmagah je v Semni med drugim in tretjim kataraktom zgradil vrsto mogočnih  trdnjav, ki naj bi tvorile uradno mejo med osvojenimi ozemlji in neosvojeno Nubijo. Posadke trdnjav so morale v prestolnico  stalno pošiljati poročila o dejavnostih domorodnih Medjajcev.  Iz nekaterih ohranjenih poročil je razvidno, kako trdno so poskušali Egipčani nadzirati svojo južno mejo. Medjajcem niso dovolili niti plovbe severno od meje niti prestopa meje s čredami živine in drobnice, dovolili pa so jim dostop do trdnjav in trgovanja z njimi. Pohod v devetnajstem letu vladavine je moral Senusret prekiniti zaradi izjemno nizkega vodostaja Nila, ki bi lahko ogrozil plovbo njegovih ladij. Eden od Senusretovih vojakov omenja tudi pohod v Palestino, morda proti Sikemu. Njegova omemba je edina v zapisih  Srednjega kraljestva, ki omenja pohod v Palestino.
Z reformami državne uprave je okrepil moč uradnikov, ki jih je imenovala vlada, na račun lokalnih  oblastnikov. Egipt je razdelil na tri regije – varete: Sever, Jug in Glava juga, ki so morda ustrezale Spodnjemu Egiptu, večini Gornjega Egipta in nomom prvotnega Tebanskega kraljestva med vojno s Hierankopolom. Regije so upravljali poročevalec, drugi poročevalec, nekakšen regionalni svet (djadjat) in štab nižjih uradnikov in pisarjev. Moč nomarhov je med njegovo vladavino stalno slabela, dokler jih ni centralna oblast povsem zatrla, čeprav ni nobenega dokaza, da bi Senusret proti njim neposredno ukrepal.
Senusret III. je v zgodovini zapisan kot  faraon-vojščak. Grški zgodovinarji so kasneje njegovo ime pogrčili v Sesestris, s čimer so ga pridružili več drugim faraonom-vojščakom iz Novega kraljestva. V Nubiji so ga častili kot boga, zaščitnika egipčanskih naseljencev. Dolžina njegovega vladanja še vedno ni dorečena. Sin Amenemhet III. je začel vladati po njegovem devetnajstem vladarskem letu, ki je najvišje dokazano leto njegove vladavine. Na fragmentu, ki so ga odkrili v Senusretovem pogrebnem templju, je omenjeno 39. leto njegove vladavine, kar bi lahko pomenilo, da je bil sin dolgo časa njegov sovladar.
Srednje kraljestvo je med vladavino Amenemheta III. doseglo svoj gospodarski višek in zavidljivo stopnjo izkoriščanja lastnih virov. Rudarski tabori na Sinaju, ki so se pred njim uporabljali samo občasno, so postali skoraj stalni, kar dokazujejo zidane hiše, obzidja in celo lokalna pokopališča. Rudarske odprave na Sinaj so omenjene v 25 različnih zapisih. Odprave v Hammamat so omenjene v štirih zapisih. V eni od njih je bilo več kot 2.000 delavcev. Amenemhet je utrdil očetovo obrambno črto v Nubiji in nadaljeval gradnjo kanala do Fajumske oaze. Po 45 letih vladanja ga je nasledil sin Amenemhet IV., katerega devet let dolga vladavina je slabo dokumentirana. Po njegovem prihodu na oblast je moč dinastije dokazano začela slabeti, za kar obstaja več razlag. Zapisi iz tistega časa pričajo, da so bile poplave Nila manjše kot sicer, zato so bila  obsežna zemljišča  suha in letine temu primerno manjše. Drug problem je bila  Amenemhetova izjemno dolga vladavina, ki je povzročila težave z nasledstvom. Slednjo trditev verjetno potrjuje dejstvo, da je Amenemheta IV. nasledila Sobekneferu, prva zgodovinsko dokazana faraonka Egipta. Sobekneferu ni vladala več kot štiri leta in, kot kaže, ni imela naslednika. Po njeni smrti je dvanajsta dinastija izumrla in z njo zlata doba egipčanskega Srednjega kraljestva.

### Zaton v drugo vmesno obdobje
Po Sobekneferini smrti je na prestol prišel morda Sobekhotep I. (po mnenju nekaterih egiptologov II.), ki je bil pred tem glavni vojaški nadzornik. Z njim se je začelo obdobje enodnevnih kraljev, ki je trajalo deset do petnajst let. Staroegipčanski viri jih uvrščajo med prve faraone trinajste dinastije, čeprav je naziv dinastija zavajajoč, ker večina vladarjev iz trinajste dinastije ni bila v sorodu. Njihova imena so zapisana na nekaj spomenikih in grafitih, njihovo zaporedje pa je znano samo iz Torinskega kanona, čeprav tudi ta ni povsem zanesljiv.
Po začetnem dinastičnem kaosu je zavladalo več dolgo bolje dokazanih faraonov, ki so skupaj vladali petdeset do osemdeset let. Najmočnejši faraon iz tega obdobja je bil Neferhotep I., ki je vladal enajst let in je trdno vladal v Gornjem Egiptu, Nubiji in Nilovi delti razen morda v Xoisu in Avarisu. Neferhotepa I. je za suverena priznal celo vladar Biblosa, kar kaže, da trinajsta dinastija vsaj do njegove vladavine ni bila zmožna obdržati oblasti, ki jo je imela dvanajsta dinastija V nekaj obdobjih trinajste dinastije sta imela Xois in  Avaris samoupravo. Vladarji Xoisa so bili začetniki štirinajste dinastije, vladarji azijskega Avarisa pa petnajste dinastije.  Po Manetu so se slednji med vladavino Neferhotepovega naslednika Sobekhotepa IV. uprli, vendar za upor ni arheoloških dokazov. Sobekhotepa IV. je nasledil Sobekhotep V., njega pa  Vahibre Ibiau in Mernefere Aj. Vahibre Ibiau je vladal deset let, Mernefere Aj pa dvajset let, največ v trinajsti dinastiji. Noben od njiju ni zapustil toliko dokazov kot Neferhotep ali Sobekhotep IV. Kljub temu zgleda, da sta vladala vsaj delu Spodnjega Egipta. Po  Mernefere Aju ni noben vladar zapustil nobenega napisa izven meja Gornjega Egipta. Začel se je sklepni del trinajste dinastije, v katerem so južni kralji še naprej vladali v Gornjem Egiptu, ko je Egipt popolnoma razpadel, pa se je začelo drugo vmesno obdobje.

## Uprava
Ko je enajsta dinastija ponovno združila Egipt, je uvedla centralizirano državno upravo, kakršne ni bilo od propada Starega kraljestva. Na položaje, izpraznjene v decentraliziranem  prvem vmesnem obdobju, so vladarji imenovali svoje ljudi. Najvišji položaj v kraljestvu je imel vezir, ki je bil najvišji minister in je opravljal vsakdanje vladne posle v kraljevi palači. Njegove zadolžitve  so bile zelo obsežne, zato se je položaj pogosto razdelil na dva položaja: vezirja severa in vezirja juga. Kako pogosto se je to zgodilo v Srednjem kraljestvu ni znano, Senusret I. pa je zagotovo imel istočasno dva vezirja. Druge položaje je kraljestvo privzelo  iz provincijske  oblike uprave v Tebah, kakršno je imela enajsta dinastija pred ponovno združitvijo Egipta. Nadzornik zapečatenih dobrin je postal državni zakladnik, nadzornik posesti pa kraljev glavni spremljevalec. Sodeč po spomenikih, so bili ti trije uradniki in pisar kraljevih dokumentov, ki je bil verjetno kraljev osebni pisar, najpomembnejši možje v centralni vladi.
Razen teh položajev je imelo Staro kraljestvo položaje, ki so izgubili svoj prvotni pomen in postali zgolj častni naslovi. V Srednjem kraljestvu so se ti položaji ponovno uvedli. Z naslovom član elite, ki se je v prvem vmesnem obdobju uporabljal zelo liberalno,  so se lahko naslavljali samo najvišji državni uradniki.
Takšna osnovna oblika državne uprave se je ohranila skozi celo Srednje kraljestvo, čeprav je Senusret III. centralno upravo temeljito reformiral. Med njegovo vladavino sta Spodnji in Gornji Egipt postala ločena vareta (regiji) z  ločenima upravama. Administrativni dokumenti in zasebne stele iz tistega obdobja kažejo na uvedbo novih uradniških naslovov. Uprava kraljeve rezidence je postala poseben oddelek vlade, vojska pa je prišla pod poveljstvo vrhovnega generala.   Povsem mogoče je, da so bili ti položaji mnogo starejši, vendar jih zaradi verskih običajev na pogrebnih stelah niso omenjali.

### Uprava provinc
Zaradi decentralizacije v prvem vmesnem obdobju so nekatere province (nomi) prišle pod oblast močnih družin, ki so privzele dedni  naslov veliki poglavar noma ali krajše nomarh. Položaj se je razvil v peti in šesti dinastiji, ko je različne posle v upravi provinc začel opravljati en sam uradnik. Približno v tistem času je aristokracija provinc začela graditi dovršene grobnice, ki kažejo na bogastvo in moč nomarhov. Do konca prvega vmesnega obdobja so nekateri nomarhi postali tako mogočni, da so napise datirali kar s svojimi  vladarskimi leti.
Ko je na oblast prišla enajsta dinastija, je bilo treba moč nomarhov obrzdati in ponovno vzpostaviti centralno vlado. Prvi velik korak je naredil Amenemhet I., ki je za centre oblasti v provincah izbral mesta in ne nomov. Naziv nomarh so lahko nosili samo  haty-a, se pravi župani največjih mest. Naziv nomarh se je uporabljal do vladavine Senusreta III., kar dokazujejo bogate grobnice, potem pa je nenadoma izginil. Izginotje se razlaga na več načinov. Tradicionalno prepričanje je bilo, da je Senusret III. med svojo vladavino zatrl družine nomarhov. Pred kratkim se je pojavila razlaga, da je Senusret II. uvedel politiko sistematičnega izobraževanja sinov nomarhov v svoji prestolnici in  njihovega kasnejšega imenovanja na guvernerske položaje. Na ta način so mnoge rodbine nomarhov izgubile svojo nekdanjo moč. Naslov veliki gospodar noma je izginil, drugi prepoznavni naslovi nomarhov pa so se ohranili. V prvem vmesnem obdobju so imeli nosilci naslova veliki gospodar tudi naslov nadzornik svečenikov. V poznem Srednjem kraljestvu so imele nekatere družine dedna naslova župana in nadzornika  svečenikov, kar kaže, da velike nomarške družine nikoli niso bile povsem podrejene kralju, ampak so se vključile v faraonsko administracijo države. Res je, da so na koncu dvanajste dinastije velike grobnice nomarhov izginile, vendar je res tudi to, da so zaradi nestabilnosti okolja in upadanja Srednjega kraljestva kmalu zatem izginile tudi grobnice faraonov.

## Kmetijstvo in podnebje
Jaz sem bil tisti, ki je rodil obilje žita, bog žita me je ljubil,

Nil me je počastil iz vseh svojih virov;

med mojo vladavino ni nihče niti lačen niti žejen, 

vsi so zadovoljni z mojimi dejanji in se me nežno spominjajo;

jaz sem postavil stvari trdno na njihovo mesto.

Odlomek iz Amenehmetovih navodil
Cela zgodovina Starega Egipta je bila povezana z  letnimi poplavami Nila, v katerih je voda  preplavila polja in zagotavljala obilne letine. Nekaj dokazov kaže, da bi propad Starega kraljestva lahko bil povezan z  nizkim vodostajem Nila, ki je povzročil lakoto. Takšno stanje se je v zgodnjih letih Srednjega kraljestva obrnilo. V večjem delu tega obdobja je bil vodostaj Nila v povprečju 18 metrov nad nivojem v obdobju suš. Obdobja ponavljajočih se visokih vodostajev so bila hkrati obdobja največjega razcveta, kar se je zgodilo na primer med vladavino Amenemheta III. Zgleda, da to trditev potrjuje tudi del književnosti iz tistega časa, na primer Amenehmetova navodila, v katerih faraon pripoveduje svojemu sinu, kako je med njegovo vladavino cvetelo kmetijstvo.

## Umetnost
Ena od inovacij v kiparstvu, ki so jo vpeljali v Srednjem kraljestvu, je bil kockast kip, ki je ostal priljubljen vse do ptolomejskega obdobja skoraj 2000 let kasneje.   Kockasti kipi so ljudi prikazovali  v čepečem položaju s koleni pritisnjenimi ob prsi in sklenjenimi rokami na vrhu kolen.  Ljudje so pogosto nosili široke plašče, ki so telo pretvorili v kocki podobno obliko. Večina podrobnosti je bila rezervirana za glavo, čeprav so v nekaterih primerih kiparji upodobili tudi ude.  Obstajata dva glavna tipa kockastih  kipov: kipi s popolnoma pokritimi in kipi z odkritimi stopali.
Torzo plemkinje priča o enakosti spolov v Egiptu, saj so lahko tudi petične gospe pri kiparju naročile svoj kip. Bujni lasje, ki obdajajo njen obraz, so počesani za ušesa, kar daje vtis, da so ušesa potisnjena naprej. Ušesa so velika in skladna z egipčanskim pojmovanjem lepote. Isti ideal je predpisoval tudi majhne prsi, ki na tem kipu niso izjema. Popolnoma ravne obrvi nad nosnim korenom kažejo na zgodnje obdobje dvanajste dinastije. Okoli leta 1900 pr. n. št. je oblika obrvi postala bolj naravna in se je v notranjih kotih oči zakrivila navzdol proti korenu nosa.

## Književnost
Richard B. Parkinson in  Ludwig D. Morenz ugotavljata, da se je staroegipčanska književnost, ki jo v ožjem smislu pojmujemo kot belles-lettres,  v pisni obliki pojavila  šele v dvanajsti dinastiji  Srednjega kraljestva. V Starem kraljestvu so besedila služila predvsem za vzdrževanje božanskih kultov, ohranitvi duš v onostranstvu in potrebam vsakdanjega življenja. V Srednjem kraljestvu so se začela pisati tudi besedila za zabavo in intelektualne potrebe prebivalcev. Parkinson in  Morenz špekulirata, da so bila pisna dela iz Srednjega kraljestva zapisi ustne književnosti Starega kraljestva. Znano je, da se je nekaj ustne poezije resnično ohranilo v kasnejših spisih. V grobnici iz Starega kraljestva se je na primer v pisni obliki ohranila pesem nosačev nosilnic.
Domneva se, da je rast književnosti spodbudila rast srednjega družbenega razreda zaradi širjenja državne uprave pod Senusretom II. Kasneje so Stari Egipčani književnost iz tega obdobja imeli za klasiko.   V tem obdobju sta bila napisana na primer Pripovedka o brodolomcu in Egipčan Sinuhe, katerega imamo tudi v slovenskem prevodu. Obe deli sta bili tako priljubljeni, da so jih kasneje na široko prepisovali. Ustvarjena so bila tudi številna filozofska dela, vključno z Razpravo med možem in njegovim Bajem, v kateri se nesrečni mož pogovarja s svojo dušo, Dua Hetijeva navodila, v katerih se vloga pisarja povzdiguje nad vse druge poklice, in magične zgodbe, ki jih na Westcarjvem papirusu domnevno  pripoveduje faraon Kufu iz Starega kraljestva.
Faraoni iz dvanajste do osemnajste dinastije so zaslužni za ohranitev nekaterih najzanimivejših egipčanskih papirusov:
- 1950 pr. n. št.: Ahmimove ali Kairske lesene tablice
- 1950 pr. n. št.: Hekanahtov papirus ali Hekanahtova pisma
- 1800 pr. n. št.: Berlinski  papirus 6619
- 1800 pr. n. št.: Moskovski matematični papirus
- 1650 pr. n. št.: Rhindov matematični papirus
- 1600 pr. n. št.: Edwin Smithov papirus
- 1550 pr. n. št.: Ebersov papirus